# Rosebud (Texas)
Pour les articles homonymes, voir Rosebud.
Rosebud est une ville du comté de Falls au Texas. Sa population était de 1 412 habitants en 2010.